# Station Boczów
Station Boczów is een spoorwegstation in de Poolse plaats Boczów.